# 桃太郎電鉄12 西日本編もありまっせー!
桃太郎電鉄12 西日本編もありまっせー!（ももたろうでんてつじゅうに にしにほんへん - ）は、ハドソンが2003年12月11日に発売したPlayStation 2用、ニンテンドー ゲームキューブ用のボードゲーム。桃太郎電鉄シリーズ第12作。
開発は前作を手掛けた川田忠之を筆頭とした「Team Kawada」が手掛けている。

## 概要
前作『11』に続き、今作も複数ハードでの発売となった。今作は通常の全国編マップに加え、『X』で搭載されていた「九州編」と同様の、中国・四国・近畿地方を詳細に描いた「西日本編」マップが収録されている。西日本編で登場する物件駅の数は全国編よりも多い161駅で、そのうちの京都駅には40件もの物件が用意されており、1つの物件駅としては桃鉄シリーズ史上最多の物件数である。
CMキャラクターにはテツandトモが起用された。

## ゲームモード
いつもの桃鉄
これまでの桃太郎電鉄シリーズと同様、日本全国のマップで設定した年数ゲームをプレイし総資産を競う1-4人用のゲーム。プレイ年数は、1-99年の間で自由に設定可能。ひとりでプレイする場合は、COMキャラ1-3人と対戦する。
桃鉄西日本編
西日本のマップで設定した年数ゲームをプレイし総資産を競う1-4人用のゲーム。プレイ年数は、1-99年の間で自由に設定可能。ひとりでプレイする場合は、COMキャラ1～3人と対戦する。西日本編の詳細は後述。
桃鉄公式戦
「いつもの桃鉄」と同様の基本ルールで、全国編のマップで総資産を競う1-4人用のゲームだが、プレイ年数は3年で固定されている。また、初めから持ち金を1億円を持ってゲームが開始され、プラス駅・マイナス駅・目的地到着金の金額の設定等のゲームバランスが「いつもの桃鉄」とは異なっている。
風雲!さくま城　鉄人の逆襲の巻
さくま城の各フロアで登場するCOMキャラ2-3人と対戦して勝ち抜き、さくま城を攻略する1人用のゲーム。試合の基本ルールは上記の「桃鉄公式戦」と同様。

## 桃鉄西日本編
「桃鉄西日本編」では、近畿、中国、四国を舞台とする西日本のマップでゲームをプレイする。西日本編のマップの規模は全国編に匹敵しており、西日本編独自の要素が多数存在する。主な特徴は以下の通り。
- スタート地点は大阪駅。
- マップ上に高速道路のルートが登場。高速道路上はマス数が少ないため近道ができるが、「マイナス駅」が配置されている箇所が多い（高速道路は有料であるという考えに基づいた表現）。なお、高速道路上にいるときは、コマが四角いバス（大型バス）になる。
- 「鉄道省駅」や「本社ビル」を建設できる駅、「ワープ駅」は登場しない。
- 「ナイスカード駅」が登場。通常の「カード駅」に比べてよいカードが入手しやすいマスだが、「デビルカード」「ウイルスカード」等の損害系カードを入手してしまう場合もある。なお、「ナイスカード駅」は以降のシリーズでレギュラーのマスとして登場している。
- ゲストボンビーの位置づけで、新キャラクター「大阪のおばちゃん」が登場。貧乏神が変身していない状態で目的地が大阪の時に誰かが到着すると、貧乏神の代わりに取り付く。大阪のおばちゃんに取りつかれると、ターン中に割り込む形でプラス駅・物件駅などでの行動を制限したり、勝手におばちゃんが持っているカードを使用する等のおせっかいを受けるようになる。次の目的地に誰かが到着すると大阪のおばちゃんはいなくなり、貧乏神と交代する。
- 伊賀上野に着くと「忍者のっとりクン」が登場することがあり、他人の物件を価格の2倍の金額で乗っ取れる。なお、忍者のっとりクンは『USA』-『タッグマッチ』でレギュラーのキャラクターとなった。
- 京都駅の物件を独占すると、自分の名前の役職を「将軍」に変更できる。
- 鉄道路線以外の場所が目的地なら、到着時の演出が、高速道路上の淡路島・因島・伯方・脇町ならサービスエリアに、それ以外ならボンネットバスのバス停になる。いずれも名産品の要素は登場しない。
- 目的地が十津川に選ばれると、西日本編最大の難所であるため、目的地到着時の援助金が2倍になる。
- 岡山駅は存在するが「桃太郎ランド」は登場せず、京都駅の「セラミクス工場」（800億円）が最高額物件になっている。
- 西日本編では大雪のイベントで臨時収入を得られる物件が存在しないため、大雪のイベントでは必ず損害が発生する。

## 前作からの変更点
- 本作以降、ハリケーンボンビー（本作では全国編のマップでのみ登場）、ボンビー・モンキーが登場。以降、両者は『WORLD』までレギュラーキャラクターとして登場している。
- 本作以降、物件駅を独占し全ての物件を最大限まで増資した場合、駅名の看板の色も変化する。
- 本作以降、記念仙人、福の神、カードの神様などこれまで2Dで描かれていたキャラクターがそれぞれ3D化された[1]。
  - また、カードの神様の衣装も変更された。
- 本作以降、記念仙人の登場する条件が大量に追加された。
- 本作以降、目的地に到着して援助金をもらった時点で借金を抱えている場合、借金は帳消しとなる。
- 本作以降、物件駅1か所を「自社発祥地」に設定できる（「いつもの桃鉄」のみ）。発祥地に止まるたびに住民からカードをもらえ、借金があれば帳消しになる。
- 本作と『G』では、モモトラマンは勝敗にかかわらず4年間スタンバイが継続するシステムになった。また、モモトラマンがドジラースに勝つと、呼び出したプレイヤーがお礼としてカードをもらえる。
- 本作のみ、「ブロックカード」は1人1枚しか所持できなくなった。代わりに数回効果を発揮した後に消滅する。
- 本作以降、収入の多い季節に「プラス駅」の金額が2倍、支出の多い季節に「マイナス駅」の支出が2倍または5倍になることがある。
- 本作以降、目的地システムに大きな変更がある。
  - 本作以降、目的地の候補地のパネルは8年周期で変更される[2]。
  - 本作以降、物件駅以外も目的地の候補に含まれるようになった。本作では「港（フェリー乗り場駅）」や「?駅」。
    - これらの駅が目的地になった場合、全てのフェリー乗り場駅（あるいは?駅）から選ばれるため、目的地選択パネルは16枚でも、実際は17か所以上の候補地から選択されることになる。また、目的地駅の大きな駅舎の屋根には、「錨（フェリー乗り場駅）」「?マーク（?駅）」の看板が掲げられる。
- 本作以降、鉄道は物件と同様に定額収益が決算時に得られるようになり、鉄道への増資も可能になった。
- 本作以降、景気変動にプラス駅収入・到着援助金が10倍になる「岩戸景気」が登場。効果は2年間継続する（以降のシリーズでは1年間だけ継続）。
- 本作以降、ボンビラス星のマスが紫色に変更された。また、正解・不正解時に専用のジングルが鳴るようになった。
- 本作以降、「スリの銀次の当たり年」になった場合、通常は出現しないプラス駅・カード売り場にスリの銀次が登場するようになる。ただし、物件駅など、当たり年でも出現しない種類の駅もある。
- 本作以降、渋谷の「保険会社」を持っていると、「損害保険カード」と同じ効果が得られる。
- 本作以降、「オレンジカード」の名称が「急行周遊カード」に変更。ふれるサイコロの数や、使用後に一定の確率でカードが消滅する点は共に同じだが、使用できる回数がこれまでは最低2回・上限なしだったが、本作から最低5回・上限7回となった。
- 本作以降、全国編でこれまで「ワープ駅」だった館山は物件駅に、阿蘇は「?駅」となった。また、新たに八丈島と日南がワープ駅として登場。
- 本作以降、農林物件を所持していると「再開発」のために政府が高値で買い取ってくれるイベントが発生することがある。
- 本作以降、臨時収入や災害等のイベントで複数の物件が関わってくる場合、「物件名及び収入・減収額の1件ずつの読み上げ」が省略され、「物件総数及び収入入・減収総額のみの報告」となりイベントが短縮化された。（任意で従来通りの形式での報告を選択可能）
- 初登場のカード
  - 西日本編のみ（『G』以降、全国編にも登場）：陰陽師カード、ポイントカード
  - 全国編のみ：ワープ駅カード、しりとり移動カード
  - 全国・西日本共通：シルバーカード、猪突猛進カード、いただきますカード、指定うんちカード、へっちゃらカード

## 関連書籍
- 大金持ちになるための桃太郎電鉄12 : 西日本編もありまっせー! : ハドソン公式（集英社、ISBN 4087792714）
- 桃太郎電鉄負けない戦術（宝島社、ISBN 4796638296）

『12』を中心に、『X』や『11』などシリーズ共通で使える「戦術」をレクチャー。芸能人による対決リプレイもあり。
- 土居孝幸アートワークス DOIN'S（樹想社発行、銀河出版発売、ISBN 978-4-87777-095-2）

キャラクターデザインを手掛ける土居孝幸の画集。本作からは広告用原画、パッケージ用原画、カレンダーイラスト原画などが掲載されている。

## 登場する駅
太字の駅は目的地になる駅。
（初）…初登場、（再）…再登場、（変）…これまで違う種類の駅として登場、◆…32年目以降登場

### 全国編

#### 物件駅（122駅）
- 稚内
- 旭川
- 北見
- 網走
- 釧路
- 池田
- 帯広（初）
- 富良野
- 夕張
- 札幌
- 小樽
- ニセコ
- 襟裳
- 登別
- 長万部
- 函館
- 青森
- 弘前
- 八戸
- 秋田
- 盛岡
- 角館
- さくらんぼ
- 山形
- 米沢
- 石巻
- 女川
- 仙台
- 福島
- 喜多方
- 那須

- 宇都宮
- 水戸
- 佐原
- さいたま
- 上野
- 千葉
- 幕張
- 東京
- お台場
- 後楽園
- 伊豆大島
- 渋谷
- 原宿
- 新宿
- 銚子
- 館山（再/変）
- 横浜
- 鎌倉
- 新潟
- 佐渡
- 湯沢
- 甲府
- 小淵沢
- 清里
- 長野
- 軽井沢
- 松本
- 白馬
- 熱海
- 修善寺（初）
- 静岡

- 浜松
- 名古屋
- 高山
- 大垣
- 富山
- 和倉温泉
- 金沢
- 福井
- 敦賀
- 松阪
- 伊勢
- 鳥羽
- 新宮
- 那智勝浦
- 長浜
- 近江八幡
- 京都
- 大阪
- 出石
- 奈良
- 伊賀上野
- 白浜
- 和歌山
- 神戸
- 明石
- 姫路
- 鳥取
- 岡山
- 倉敷
- 松江
- 出雲

- 広島
- 柳井（初）
- 萩
- 下関
- 高松
- 鳴門
- 徳島
- 高知
- 四万十川
- 今治
- 宇和島
- 松山
- 内子
- 小倉
- 博多
- 有田
- 佐世保
- 長崎
- 別府
- 湯布院
- 豊後竹田
- 大分
- 熊本
- 宮崎
- 鹿児島
- 沖縄
- グアム
- ハワイ
- サイパン

#### カード売り場（23駅）
- 根室
- 浦河
- 名寄
- 恐山
- 遠野
- 釜石
- 大船渡
- 日光
- 大網
- 三宅島
- 下田
- 尾鷲

- 珠洲
- マキノ
- 田辺
- 倉吉
- 浜田
- 新居浜
- 中村
- 宿毛◆
- 高千穂
- 指宿
- 日向

#### ロボット研究所（4駅）
- 知床
- 気仙沼
- 七尾
- 三角

#### ワープ駅（4駅）
- 苫小牧
- 八丈島
- 室戸
- 日南

#### ?駅（5駅）
- 静内
- 鴨川
- 佐伯
- 飫肥
- 阿蘇

#### 港（14駅）
- 釧路港
- 手宮港
- 新潟港
- 両津港
- 竹芝港
- 元町港
- 三池港
- 底土港
- 八重根港
- 舞鶴港
- 八幡浜港
- 別府港
- 佐世保港
- 那覇港

### 西日本編

#### 物件駅（161駅）
山口県
- 下関
- 長門
- 萩
- 宇部
- 小野田
- 山口
- 徳山
- 下松
- 柳井
- 岩国

広島県
- 大竹
- 宮島
- 広島
- 呉
- 竹原
- 三原
- 尾道
- 因島
- 福山
- 三次
- 上下
- 府中
- 鞆の浦

島根県
- 津和野
- 益田
- 浜田
- 江津
- 温泉津
- 石見銀山
- 出雲

- 松江
- 大根島
- 安来
- 隠岐

岡山県
- 倉敷
- 総社
- 高梁
- 新見
- 蒜山
- 岡山
- 備前
- 牛窓
- 津山
- 宮本武蔵

鳥取県
- 境港
- 米子
- 羽合温泉
- 倉吉
- 鳥取

香川県
- 観音寺
- 丸亀
- 坂出
- 鬼無
- 高松
- 小豆島
- さぬき
- 東かがわ

徳島県
- 鳴門
- 脇町
- 徳島

- 小松島
- 阿南
- 宍喰

高知県
- 高知
- 南国
- 安芸
- 室戸
- 馬路
- 中村

愛媛県
- 川之江
- 新居浜
- 西条
- 今治
- 伯方
- 松山
- 内子
- 八幡浜
- 宇和島

兵庫県
- 佐用
- 竜野
- 相生
- 赤穂
- 姫路
- 福崎
- 生野
- 豊岡
- 出石
- 城崎
- 香住
- 浜坂

- 加古川
- 明石
- 淡路島
- 神戸
- 有馬温泉
- 甲子園
- 尼崎
- 伊丹
- 宝塚
- 三田
- 丹波篠山

大阪府
- 十三
- 大阪
- 池田
- 箕面
- 吹田
- 門真
- 枚方
- 映画ランド
- 鶴橋
- 難波
- 天王寺
- 八尾
- 堺
- 泉佐野

京都府
- 宇治
- 京都
- 亀岡
- 園部
- 福知山

- 舞鶴
- 天橋立
- 伊根

滋賀県
- 大津
- 草津
- 近江八幡
- 八日市
- 彦根
- 長浜
- 信楽

三重県
- 桑名
- 四日市
- 鈴鹿
- 亀山
- 関
- 伊賀上野
- 津
- 松阪
- 伊勢
- 鳥羽
- 賢島
- 紀伊長島
- 尾鷲
- 熊野

奈良県
- 奈良
- 大和郡山
- 橿原
- 桜井
- 五條
- 吉野

- 十津川

和歌山県
- 和歌山
- 有田
- 御坊
- 南部
- 紀伊田辺
- 南紀白浜
- 串本
- 太地
- 那智勝浦
- 新宮

#### カード売り場（22駅）
- 秋吉台
- 小郡
- 美祢
- 大田
- 出雲大社
- 智頭
- 宇野
- 日生
- 佃
- 伊予
- 芦屋

- 和田山
- 新大阪
- 関西空港
- マキノ
- 米原
- 水口
- 土山
- 柘植
- 生駒
- 天理
- 橋本

#### 港（9駅）
- 宇品港
- 美保関港
- 西郷港
- 松山港
- 築港
- 土庄港
- 浦戸港
- 天保山港
- 那智勝浦港

#### ?駅（4駅）
- 三段峡
- 琴平
- 宿毛
- 木之本

#### ロボット研究所（1駅）
- 江田島

#### ナイスカード駅（6駅）
- 大洲
- 卯之町
- 窪川
- 土佐清水
- 日和佐
- 西御坊

## その他
- オープニングアニメの始まりは、道頓堀のグリコの看板（ゴールインマーク）から始める構想だったが、特別な外観であることを理由に許可が降りなかった[3]。